# Маршал Шапошников (фрегат)
Фрегат «Маршал Шапошников» — радянський і російський багатоцільовий фрегат проєкту 1155 з керованою ракетною зброєю дальньої морської і океанської зони. Входить до складу Тихоокеанського флоту ВМФ Росії. Бортовий номер 543. Названий на честь маршала Бориса Шапошникова (1882—1945).

## Будівництво
Зарахований до списків ВМФ 18 березня 1982 року. Закладений в 1983 році на Прибалтійському суднобудівному заводі «Янтар» в Калінінграді. Спущений на воду в січні 1985 року. Введений в дію 30 грудня 1985 року, зарахований до складу Тихоокеанського флоту 2 лютого 1986 року.

## Озброєння
- 2 пускові установки КТ-Р-1134А x 4 осередки, ракето-торпедного комплексу УРК-5 «Раструб-Б» (до модернізації)
- 2 пускові установки 3С24 x 4 контейнери, «Уран» (після модернізації)
- 2 пускові установки 3С14 x 8 осередків, «Калібр» (після модернізації)
- 8 пускових установок 3С95 x 8 контейнерів, «Кинджал»
- 2 × 1 × 100-мм артилерійська установка АК-100 (до модернізації)
- 1 x 1 x 100-мм артилерійська установка А190-01 (після модернізації)
- 4 × 6 × 30-мм автоматична корабельна артилерійська установка АК-630М
- 2 × 12 реактивний морський бомбомет РБУ-6000
- 2 × 4 × 533-мм торпедний апарат
- 26 міна
- Два вертольоти Ка-27ПЛ / Ка-27РЦ
- Гідроакустичний комплекс МГК-355 «Поліном»
- Радіолокаційна станція МР-760 «Фрегат-МА»
- Радіолокаційна станція МР-350 «Підкат» (до модернізації)
- Радіолокаційна станція 5П-30Н2 «Фрегат-Н2» (після модернізації)
- Радіолокаційна станція «Волга»

## Служба
З 14 липня 1988 року по 13 лютого 1989 року ніс службу в Перській затоці, провів 41 судно в 19 конвоях.
З 14 по 18 серпня 1990 року завдав візит в північнокорейський порт Вонсан.
У 1990 році брав участь в евакуації радянських громадян з Ефіопії з заходами в Абу-Дабі і Аден.
З 15 грудня 1990 року по 30 серпня 1991 року ніс бойову службу в зоні Перської затоки, виконуючи функції корабля розвідки і спостереження за багатонаціональними силами в операції «Буря в пустелі». Здійснив неофіційні візити в порт Абу-Дабі (квітень 1991 року) і порт Аден (червень 1991 року).
З 25 листопада 1992 року по квітень 1994 корабель пройшов капітальний ремонт на «Дальзавод» у Владивостоці .
У жовтні 2003 року відвідав американську військово-морську базу Перл-Харбор на Гаваях .
12 серпня 2005 року «Маршал Шапошников» в складі загону бойових кораблів ТОФ Росії, включаючи «ВДК-11», есмінця «Бурхливий», танкера «Печенга» і рятувального буксира СБ-522 прибув в порт Циндао.
У березні 2006 року з візитом відвідав американську базу Апра-Харбор на Гуамі.
17 вересня 2008 року у час морських артилерійських навчань в Японському морі, в результаті витоку палива в машинному відділенні корабля сталася пожежа, внаслідок чого загинули два матроси. Сам корабель відбуксирували до Владивостока .
У березні 2009 року, після ремонту, знову введений до складу сил постійної готовності.

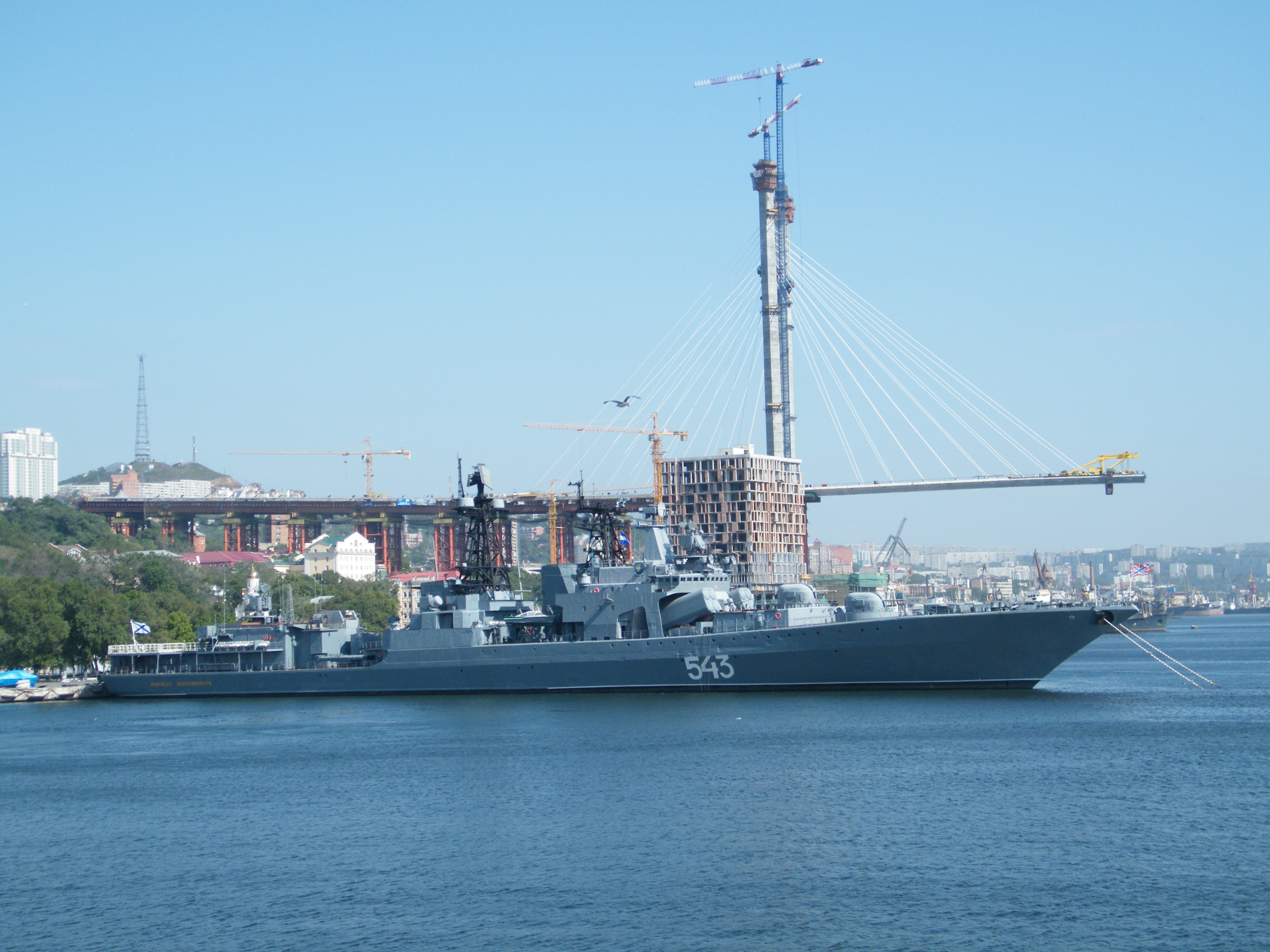
«Маршал Шапошников» у Владивостоці

25 лютого 2010 року «Маршал Шапошников» (командир — капітан 1-го рангу Денис Анциферов), морський рятувальний буксир і танкер «Печенга» вирушили з Владивостока в Аденську затоку для участі в міжнародній операції з боротьби з піратством в Індійському океані. 6 травня моряки з ВПК «Маршал Шапошников» звільнили танкер «Московський університет», захоплений сомалійськими піратами 5 травня 2010 року за 500 миль від узбережжя Сомалі; в ході операції були захоплені в полон 10 піратів . Далі, в травні 2010 року корабель повернувся до Владивостока.
З листопада 2012 року по березень 2013 корабель знову брав участь в міжнародній операції з боротьби з піратством в Індійському океані.
У 2014 році ВПК «Маршал Шапошников» ніс службу в Азіатсько-Тихоокеанському регіоні: в травні прибув в Аденську затоку і розпочав нести антипіратську вахту, зокрема, супровід конвою цивільних судів до безпечних вод в Червоному морі .
16 лютого 2018 на кораблі сталася пожежа в носовому машинному відділенні.